# Benzo(e)piren
Titlul corect al articolului este Benzo[a]piren. Forma corectă nu apare din cauza unor restricții tehnice.
Benzo[e]pirenul este o hidrocarbură aromatică policiclică cu formula chimică C20H12. Este un compus carcinogen de grupa 3 IARC.